# Ередіано
«Ередіано» (ісп. Club Sport Herediano) — футбольний клуб з міста Ередія, Коста-Рика, в даний момент виступає в Прімері, найсильнішому дивізіоні Коста-Рики.
Основні кольори клубу — жовтий і червоний.

## Історія
Клуб заснований 12 червня 1921 року, і є одним з найстаріших в країні. Своє перше чемпіонство команда завоювала в перший рік свого існування. За свою історію клуб завоював 26 чемпіонських кубків, що є третім за титулування показником в Коста-Риці. Клуб жодного разу не залишав вищий дивізіон країни.

## Стадіон

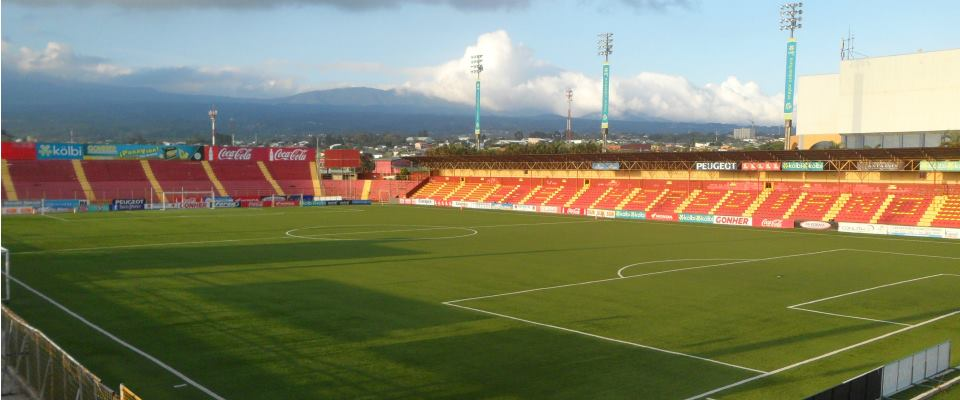
«Естадіо Еладіо Росабаль Кордеро»

Домашні матчі проводить на стадіоні «Еладіо Росабаль Кордеро», що вміщує 8700 глядачів. Стадіон був побудований в 1951 році і названий на честь одного із засновників клубу — костариканського футболіста Еладіо Росабаля Кордеро.

## Досягнення
- Чемпіон Коста-Рики (26): 1921, 1922, 1924, 1927, 1930, 1931, 1932, 1933, 1935, 1937, 1947, 1948, 1951, 1955, 1961, 1978, 1979, 1981, 1985, 1987, 1992/93, Літ.. 2012, Літ. 2013, Літ. 2015, Літ. 2017
- Переможець Ліги КОНКАКАФ: 2018